# Holiday / Every Christian Lion Hearted Man Will Show You

## Közreműködők
- Barry Gibb – ének, gitár
- Robin Gibb – ének, orgona
- Maurice Gibb – ének, basszusgitár, zongora, gitár
- Vince Melouney – gitár
- Colin Petersen – dob
- stúdiózenekar Bill Shepherd vezényletével
- hangmérnök – Mike Claydon
- producer: Robert Stigwood, Ossie Byrne

## A lemez dalai
- Holiday (Barry és Robin Gibb) (1967), monó 2:53, ének: Robin Gibb, Barry Gibb
- Every Christian Lion Hearted Man Will Show You (Barry, Robin és Maurice Gibb) (1967), mono 3:38, ének: Barry Gibb

## Megjegyzés
A számok az IBC Studio-ban lettek rögzítve monó és sztereó változatban.